# Rustang
Rustang (ur. 7 sierpnia 1986) – indonezyjski zapaśnik w stylu klasycznym.
Złoty i srebrny z 2013 medalista Igrzysk Azji Południowo-Wschodniej.